# Meliosma ellipticifolia
Meliosma ellipticifolia är en tvåhjärtbladig växtart som beskrevs av José Cuatrecasas. Meliosma ellipticifolia ingår i släktet Meliosma och familjen Sabiaceae. Inga underarter finns listade.